# 이지키얼 프라이어스
이지키얼 데이비드 "지키" 프라이어스(영어: Ezekiel David "Zeki" Fryers, 1992년 9월 9일 맨체스터 ~ )는 잉글랜드의 축구 선수로서, 포지션은 왼쪽 수비수이다. 현재 스윈던 타운에서 뛰고 있다.